# アイアンマン (映画)
『アイアンマン』（英: Iron Man）は、マーベル・コミックの同名キャラクターをベースにした、2008年のアメリカのスーパーヒーロー映画。マーベル・スタジオが製作し、パラマウント・ピクチャーズが配給する、マーベル・シネマティック・ユニバース（MCU）の第1作目である。監督はジョン・ファヴロー、脚本はマーク・ファーガスとホーク・オスビー、アート・マーカムとマット・ホロウェイが務め、トニー・スターク／アイアンマン役のロバート・ダウニー・ジュニアのほか、テレンス・ハワード、ジェフ・ブリッジス、ショーン・トーブ、らが出演している。
MCUのフェーズ1の最初の作品として、2008年4月14日にシドニーでプレミア上映され、5月2日に米国で公開された。興行収入は5億8,500万ドルを超え、2008年の興行収入の第8位となった。本作は批評家から高い評価を受け、特にダウニーの演技が高く評価された。また、第81回アカデミー賞では、音響編集賞と視覚効果賞の2部門にノミネートされた。2010年には『アイアンマン2』、2013年には『アイアンマン3』の2作の続編が公開されている。

## ストーリー
巨大軍需産業“スターク・インダストリーズ”の社長であるトニー・スタークは、自身が開発したクラスターミサイル“ジェリコ”のプレゼンテーションの為に、アフガニスタンにいる親友のジェームズ・“ローディ”・ローズ率いるアメリカ空軍を訪問した。しかし、車で移動中にテロ組織“テン・リングス”がトニーを襲撃、助けを呼ぼうとするトニーにミサイルを撃つ。命中の瞬間、トニーはミサイルに刻まれた自社のロゴマークを目撃し、爆風で吹き飛ばされ意識を失う。
気がつくと、トニーはテン・リングスの拠点である洞窟に拉致されており、胸には車載用バッテリーに繋がった電磁石が取り付けられていた。爆発の際飛び散ったミサイルの破片がトニーの心臓周辺に突き刺さり、電磁石で破片を引き留めておかなければ1週間で命を落とすという。テン・リングスの拠点には横流しされたスターク社製の武器が所狭しと並んでいた。トニーは解放の条件としてジェリコの組み立てを強要される。
やむなくトニーは、同じく捕虜で彼に電磁石を取り付けて救命措置を施したホー・インセン博士と一緒にエネルギーを生み出す熱プラズマ反応炉“アーク・リアクター”の小型版を、ジェリコ製作に見せかけて開発する。胸に接続して生命維持を可能にする小型アーク・リアクターを完成させたトニーは、続いてアーク・リアクターと連動するパワードスーツ“マーク1”を開発。インセンが自らの命を引き換えにして時間を稼ぎ、その間にアーマーを起動させたトニーは、圧倒的なパワーでゲリラを退けて脱出した。その後、マーク1が壊れてアフガニスタン辺境の砂漠に墜落したトニーは、ローディ率いる米軍の捜索隊に保護されてアメリカに帰還した。
トニーは自社製品がゲリラの手に渡り、それが人命を目の前で奪った事から、帰国後の記者会見で軍需産業からの撤退を宣言する。スターク社副社長のオバディア・ステインが役員会でトニーの解任要求を提出するも、彼は犯罪者やテロリストと戦うために私費と技能を投じて新たなアーマーの開発に着手した。試作品の“マーク2”を経て完成品のマーク3”を完成させ、トニーはローディや秘書のペッパー・ポッツ以外の誰にも正体を明かさず、1人でテン・リングスとの戦いを始める。
だが、トニーは自身が撃退したゲリラが、軍需産業からの撤退を宣言したはずのスターク社製の兵器を未だに使用していることに、社内の誰かがゲリラに内通し、裏で私腹を肥やしていると睨む。トニーの指示を受けたペッパーが内偵した結果、ペッパーはスターク社の乗っ取りを目論むオバディアがテン・リングスと繋がっていることを掴み、以前から自身に接触してきていた戦略国土調停補強配備局の捜査官、フィル・コールソンと共にオバディアの計画を阻止するため、行動を開始する。
トニーとペッパーに計画を知られたオバディアは、トニーへの復讐に燃えていたゲリラ達が回収したマーク1の残骸を元に自分用のパワードスーツ“アイアンモンガー”を開発する。またトニーを不意打ちし、彼の胸部のアーク・リアクターを彼が死ぬと分かって持ち去った。トニーは瀕死の中、マーク1で使用した旧型のアーク・リアクターを装着し復活。暴れまわるオバディア/アイアンモンガーに戦いを挑み、会社にある巨大なアーク・リアクターのエネルギーをオーバーロードさせて撃退する。
この事件を機に、謎のアーマーを着たヒーローはマスコミにより“アイアンマン”と名付けられ、一躍有名になっていた。マスコミからの記者会見でトニーは、ローディやコールソンの「正体を秘密にするように」との要請をあえて断り「私がアイアンマンだ」と公表し、彼は社長としてだけではなくスーパーヒーローとしても一躍有名になるのだった。
その後、S.H.I.E.L.D.の長官、ニック・フューリーが、トニーを訪ね「君にアベンジャーズの話をしに来た」と告げる。

## 登場人物
トニー・スターク / アイアンマン
スターク・インダストリーズのCEOである大富豪の天才発明家にして慈善家。無類の遊び人でもある一方、軍需産業で世界平和の実現を望んでいた。だがスターク社製兵器が、悪用されていた事実を目のあたりにし、価値観を改め、償いと真の世界平和のために、自らパワードスーツを身に纏って、兵器を悪用する輩と戦うことを決意する。
ジェームズ・“ローディ”・ローズ
スターク社とのパイプ役を担当する、アメリカ空軍武器開発部の中佐。トニーとは互いに「偉大な師であり長年の友人」「心を許せる親友」として認め合う仲であり、トニーが彼がパワードスーツを用いて活動していると知ってからは、自身の立場を活かしてサポートする。
オバディア・“オビー”・ステイン/アイアンモンガー
スターク・インダストリーズの重鎮にしてNo.2。ハワード・スタークの盟友で、スターク社の創設期から経営に尽力し、ハワードの死後は暫定的にCEOも務め、トニーにCEOの座を譲渡してからは取締役会の一員となり、トニーを支えてきた。
だがトニーを追い落としてスターク社を完全に掌握しようと密かに狙う野心家でもあり、テン・リングスへ彼の殺害依頼とスターク社製兵器の横流しを行ない、やがて自分専用のパワードスーツ“アイアンモンガー”を製造させ、トニーに挑む。
ヴァージニア・“ペッパー”・ポッツ
トニーの秘書。本業とトニーの身の回りの世話まで難なくこなし、トニーを異性として意識している素振りを見せるが、周囲の目が気になって“社長と秘書”の関係から発展できずじまいである。
トニーがパワードスーツを装着して戦い始めると不安を覚えるも、彼のサポートの依頼を渋々了承する。
クリスティン・エヴァーハート
雑誌“ヴァニティ・フェア”の女性記者。トニーにインタビューするほか、スターク社とテン・リングスの不正取引を突き止める。
次回作の『アイアンマン2』にも登場する。
ホー・インセン
アフガニスタン人の著名な外科医兼物理学者で、1999年の年末にベルンの技術会議でトニーと顔を合わせている（当時トニー本人は酔い潰れており、このことを覚えていない）。
嘗てグルミラで家族と共に暮らしていたが、テン・リングスの襲撃によって家族を失い、自身は捕虜となってしまい、後に同じ捕虜となったトニーの命を救った。そしてゲリラに屈しかけたトニーを奮起させ、自らの命と引き換えに彼の脱出を手助けする。
ラザ・ハミドゥミ・アル＝ワザール
テン・リングスの支部のリーダーで、鋭い目つきとスキンヘッドが特徴。裏で繋がっているオバディアの依頼でトニーを拉致し、トニーにジェリコの開発をさせて、利用しようと目論む。
フィル・コールソン
戦略国土調停補強配備局（S.H.I.E.L.D.）のエージェント。アフガニスタンから生還したトニーに興味を持って、彼に何度かコンタクトしようとする。
ガブリエル
バグラム空軍基地の将軍。
アブ・バカール
テン・リングスに属するゲリラの一人で、ラザの部下たちの代表的な男。捕虜となったトニーとインセンにジェリコ製作を要求する。
ハロルド・“ハッピー”・ホーガン
トニーの運転手兼ボディガードを務める男性で、トニーやペッパーとは親しい間柄である。
ロールスロイス・ファントムを運転してトニーをサポートするが、登場シーンや台詞は次回作以降に比べて少ない。
アレン
アメリカ軍少佐。紛争地域上空に飛んでいたトニーを不審機と誤認し、F-22編隊に攻撃を指示してしまう。
スタン・リー
消防士家族基金の慈善イベント会場であるウォルト・ディズニー・コンサートホールの入り口前にいた老人。
ニック・フューリー
戦略国土調停補強配備局(S.H.I.E.L.D.)の長官。左目に付けたアイパッチと、身に纏った黒い革のロングコートがトレードマーク。

## 設定・用語

### テクノロジー

#### パワードスーツ
アイアンマン・アーマー
トニーが装着するパワードスーツ。本作ではマーク1から3までの3着が登場する。
アイアンモンガー
オバディアがアイアンマン・アーマー マーク1を元に造らせた、自身専用のパワードスーツ。

#### その他のテクノロジー
アーク・リアクター
プラズマ技術を用いた半永久発電機関。トニーは小型リアクターの開発に成功し、自身の心臓保護やアイアンマン・アーマーの動力源として活用する。
J.A.R.V.I.S.（ジャーヴィス）
トニーが開発した“電脳執事”たる最新鋭人工知能。トニーを幅広くサポートする。
DUM-E（ダミー）&U（ユー）
トニーが、若い頃に造り上げた2台のロボットアーム。それぞれ本体側面に“DUM-E”・“U”とプリントされ、スターク邸のワークショップに置かれている。
ジェリコ
スターク・インダストリーズがアメリカ空軍の依頼を受けて、世界初の“リパルサー・テクノロジー”を応用して完成させた新型クラスターミサイル。
ソニック・テイザー
スターク社が以前軍事用に開発した小型装置。自動車のスマートキーのような形状で、相手の耳元へ装置を近づけて、起動スイッチを押すことにより発する音波が神経麻痺を誘発する。

### その他の兵器・ビークル

#### 銃火器
本項の銃火器の多くは、テン・リングスに属するゲリラが使用するものだが、彼らは裏でオバディアと繋がっているため、西側諸国の最新銃を多数装備している。
- ハンドガン
  - グロック17 - コールソンたちS.H.I.E.L.D.のエージェントたちが標準武装として携行・使用する。
  - H&K USP - バカールが携行する。
- サブマシンガン
  - H&K UMP45
- ライフル
  - M4A1 - トニーもブルーレイ収録の未公開シーンで、テン・リングスに拉致される直前に使用している。
    - M4A1（M26 MASS装着モデル）
    - M4A1（M203 グレネードランチャー装着モデル）

  - H&K G36 - インセンも脱出時に、倒れたゲリラが落としたものを使用する。
    - H&K G36KV
    - H&K G36C
    - H&K G36K（AG36装着モデル） - ラザが携行し、マーク1を装着したトニーへ発砲する。

  - SIG SG552
  - IMI ガリル MAR
- マシンガン
  - M249E2 SAW
  - M240B
  - ブローニングM2重機関銃
    - ブローニングM2HB
    - M3M/GAU-21
- 重火器
  - FGM-148 ジャベリン
  - BGM-71 TOW

#### ビークル
- 軍用車両・戦車
  - ハンヴィー M1025
  - シムカ・マーモン MH 600
  - M35 2.5tトラック
  - M1エイブラムス
  - FV4201 チーフテン

軍用車両以外にも、下記のスターク邸の駐車場に駐めてあるものに加えて、ローディの愛車のダッジ・ラム（3代目）、オバディアがテン・リングスのキャンプに向かった際に乗車したシボレー・サバーバン 1500LS、ペッパーの愛車のアウディ・S5、ハッピーが業務で運転するロールス・ロイス・ファントムVII、コールソンの同僚たちが運転するクラウンビクトリア ポリスインターセプターなどが登場する。
- 航空機・戦闘機
  - ボーイング737-4B7 - スターク社のビジネスジェットとして登場。
  - F-16 ファイティング・ファルコン
  - HH-60 ペイブ・ホーク
  - RQ-4 グローバルホーク
  - MH-60A ブラックホーク
  - C-17 グローブマスターIII
  - CH-46 シーナイト
  - CH-53E スーパースタリオン
  - F-22 ラプター

この他にも、スターク・インダストリーズ本社屋社長室のモノクロポスターにB-24 リベレーターが写っている。

### 組織・地域・施設

#### 組織・勢力
スターク・インダストリーズ
トニーがCEOを務める巨大軍需産業。
トニーが中心となって開発したさまざまな発明品により、社会貢献度が高く、アメリカ政府にとって必要不可欠な大会社としての地位を築き上げたが、トニーはアフガニスタンでの経験から軍需産業撤退を発表する。
戦略国土調停補強配備局(S.H.I.E.L.D.)
本作以降もMCUの各作品の多くに登場する、国際平和維持組織。地球上に存在する人類に危険を及ぼしうる物体・物質・超常現象、そして超人的な能力を持った人物についての捜査・研究と、それらの強大な力を得た者への対処を主任務とする。
当初コールソンは、“戦略国土調停補強配備局”と称していたが、映画の終わりには“S.H.I.E.L.D.（シールド）”という略称になったと述懐する。
テン・リングス
世界各地に支部を構え、誘拐、強奪、民間人攻撃などのテロ活動を展開する無国籍テロリスト集団。所属するゲリラたちは数多くの言語を話し、アフガニスタンの支部ではアジア地域の武力制圧を目指しており、スターク社製兵器を多数保有していた。
本作以降のMCU作品にも、構成員が度々登場する。

#### アメリカ合衆国
カリフォルニア州
スターク邸
マリブにあるトニーの自宅で、住所はマリブ・ポイント10880、郵便番号は90265。
ワークショップ
スターク邸の地下に設置されている駐車場の一部のスペースを、様々な開発・実験用に改築されたトニーのラボ。
スターク・インダストリーズ本社屋
ロサンゼルスに築かれたスターク社の本社屋。
ウォルト・ディズニー・コンサートホール
ロサンゼルス・ミュージックセンター内にあるコンサートホール。ここで催されたスターク社による消防士基金の慈善イベントでトニーは、コールソンと初めて出会い、ペッパーと踊った後、クリスティンからテン・リングスがオバディアとの不正取引で得た兵器でグルミラを攻撃していることを知らされる。
サンタモニカ
サンタモニカ・ピア
サンタモニカにある観光スポット。トニーはマーク2の飛行試験の際に、この付近の上空も飛んで、観覧車に乗っていた子どもたちを驚かせる。
エドワーズ空軍基地
ランカスターの近くに位置し、ローディの職場でもあるアメリカ空軍の基地。
ネバダ州
シーザーズ・パレス
ラスベガスにあるカジノホテル。ここでトニーは、アポジー賞の授賞式で登壇する予定だったが、式を抜け出してカジノで豪遊し、授与者のローディを呆れさせる。

#### アフガニスタン
バグラム空軍基地
バグラムにあるアメリカ空軍の駐留基地。ここでトニーはジェリコのデモンストレーションを成功させる。
テン・リングスのキャンプ
アフガニスタンに駐留するテン・リングスの活動拠点。トニーやインセンがここで捕虜にされた。
グルミラ（Gulmira）
アフガニスタンにある小さな村で、インセンの故郷でもある。インセンによると、ここの村人たちは負傷者を“歩く死人”と呼ぶ。
ジェリコなどのスターク社製兵器を運用したテン・リングスの攻撃を受けて、支配されると同時に、多くの村人が捕虜か孤立無援の難民となり、若しくは命を奪われた。だがそれを知り、マーク3を装着して現れたトニーの活躍で、生き残った村人たちは解放される。

## キャスト
| 役名                                    | 俳優                      | 日本語吹替 | 日本語吹替                                                                                                   | 日本語吹替 |
| 役名                                    | 俳優                      | 劇場公開版 | テレビ朝日版                                                                                                 | 機内上映版 |
| --------------------------------------- | ------------------------- | --- | --- | ---------- |
| トニー・スターク / アイアンマン         | ロバート・ダウニー・Jr    | 藤原啓治 | 池田秀一 | 桐本琢也   |
| ジェームズ・“ローディ”・ローズ          | テレンス・ハワード        | 高木渉 | 山寺宏一 | 高木渉     |
| オバディア・ステイン / アイアンモンガー | ジェフ・ブリッジス        | 土師孝也 | 壤晴彦 | 土師孝也   |
| ペッパー・ポッツ                        | グウィネス・パルトロー    | 岡寛恵 | 田中敦子 | 岡寛恵     |
| クリスティン・エヴァーハート            | レスリー・ビブ            | 北西純子 | 魏涼子 |            |
| インセン                                | ショーン・トーブ          | 井上倫宏 | 古川登志夫                                                                                                   | 井上倫宏   |
| ラザ                                    | ファラン・タヒール        | 山野井仁 | 佐々木勝彦                                                                                                   | 山野井仁   |
| フィル・コールソン                      | クラーク・グレッグ        | 村治学 | 根本泰彦 | 村治学     |
| J.A.R.V.I.S.の声                        | ポール・ベタニー          | 加瀬康之 | 東地宏樹 | 千々和竜策 |
| ハロルド・“ハッピー”・ホーガン          | ジョン・ファヴロー        | 大西健晴 | 落合弘治 |            |
| アレン少佐                              | ティム・ギニー            | 根本泰彦 | 木村雅史 |            |
| パーティーの男                          | スタン・リー              | [ 8 ] | [ 8 ] | [ 8 ]      |
| ニック・フューリー                      | サミュエル・L・ジャクソン | 手塚秀彰 | [ 9 ] | 手塚秀彰   |
| その他                                  |                           | 岩崎ひろし 金子由之 八十川真由野 いずみ尚 丸山壮史 山口登 近藤広務 東條加那子 千々和竜策 大橋佳野人 小松史法 永吉ユカ 明石香織 | 土田大 東條加那子 花輪英司 小形満 星野貴紀 樋口あかり 合田絵利 堂坂晃三 坂巻学 おねがいレッド おねがいピンク |            |
|                                         |                           | | |            |
| 演出                                    |                           | 三好慶一郎 | 鍛治谷功 |            |
| 翻訳                                    |                           | 岸田恵子 | 岸田恵子 |            |
| 制作                                    |                           | 東北新社 | ブロードメディア                                                                                             | 東北新社   |
| 初回放送                                |                           | 2013年4月26日 『金曜ロードSHOW!』 21:00-22:54                                                                                  | 2011年2月20日 『日曜洋画劇場』 21:00-23:09                                                                   |            |

## スタッフ
- 監督: ジョン・ファヴロー
- 脚本: マーク・ファーガス & ホーク・オストビー and アート・マーカム & マット・ホロウェイ
- 製作: アヴィ・アラ / ケヴィン・ファイギ
- 製作総指揮: ルイス・デスポジート / ピーター・ビリングスリー / アリ・アラド / スタン・リー / デヴィッド・メイゼル
- 撮影: マシュー・リバティーク, ASC
- プロダクション・デザイナー: J. マイケル・リーヴァ
- 編集: ダン・リーベンタール, A.C.E.
- 視覚効果 & アニメーション: インダストリアル・ライト&マジック、スキャンラインVFX
- 視覚効果スーパーヴァイザー: ジョン・ネルソン
- 音楽スーパーヴァイザー: デイヴ・ジョーダン
- 音楽: ラミン・ジャワディ

## 製作
2005年、『バラエティ』誌はマーベル・スタジオによる自社製作でコミックを映画化し、パラマウント映画がそれらを配給することを報じた。資金提供はメリルリンチより7年間で5億2500万ドルを受ける。マーベルの計画は、初めに主要なキャラクターの個々の映画を公開し、その後クロスオーバー映画で合流させるというものであった。マーベル・スタジオ社長のケヴィン・ファイギは当初これらの物語が連続する映画作品群を「マーベル・シネマ・ユニバース」と呼んだが、後に「マーベル・シネマティック・ユニバース」（Marvel Cinematic Universe）という名称が使われるようになった。
2006年4月、マーベルは本作の監督としてジョン・ファヴローを雇い、アート・マーカム、マット・ホロウェイ、マーク・ファーガス、ホーク・オストビーらと脚本を完成させた。さらにファヴローはジョン・オーガストに脚本を修正させた。9月、ロバート・ダウニー・Jrがアイアンマン役にキャスティングされた。主要撮影は2007年3月12日始まり、最初の数週でスタークがアフガニスタンで捕らわれる場面がカリフォルニア州インヨー郡で撮られた。4月半ばに『アイアンマン』の製作はエドワーズ空軍基地に移り、2007年6月25日にラスベガスのシーザーズ・パレスで完了した。
プレミア上映は2008年4月14日にシドニーのジョージ・ストリートのグレーター・ユニオン劇場で行われた。

## 放送履歴
| 回数 | 放送日        | 放送時間    | 放送分数 | 放送局     | 番組枠             | 吹替         | 視聴率 |
| ---- | ------------- | ----------- | -------- | ---------- | ------------------ | ------------ | ------ |
| 1    | 2011年2月20日 | 21:00-23:09 | 129分    | テレビ朝日 | 日曜洋画劇場       | テレビ朝日版 | 16.2%  |
| 2    | 2013年4月26日 | 21:00-22:54 | 114分    | 日本テレビ | 金曜ロードSHOW!    | 劇場公開版   | 12.4%  |
| 3    | 2014年5月31日 | 21:00-23:10 | 130分    | フジテレビ | 土曜プレミアム     | 劇場公開版   |        |
| 4    | 2015年6月27日 | 21:00-23:10 | 130分    | フジテレビ | 土曜プレミアム     | 劇場公開版   | 8.4%   |
| 5    | 2016年1月4日  | 13:35-15:35 | 120分    | テレビ東京 | 午後のロードショー | 劇場公開版   | 3.8%   |
| 6    | 2017年3月11日 | 21:00-22:59 | 119分    | BS朝日     | サタデーシアター   | テレビ朝日版 |        |
| 7    | 2017年8月19日 | 21:00-23:09 | 129分    | BS朝日     | サタデーシアター   | テレビ朝日版 |        |
| 8    | 2018年4月28日 | 21:00-23:10 | 130分    | フジテレビ | 土曜プレミアム     | 劇場公開版   | 7.3%   |
| 9    | 2019年4月14日 | 12:00-14:20 | 140分    | BSフジ     |                    | テレビ朝日版 |        |
| 10   | 2020年4月29日 | 13:55-15:55 | 120分    | テレビ東京 | 午後のロードショー | 劇場公開版   |        |
| 11   | 2022年7月18日 | 13:00-15:55 | 115分    | テレビ東京 | 午後のロードショー | 劇場公開版   | 3.1%   |

## 評価

### 北アメリカ
パラマウント映画配給で2008年5月2日に封切られ、初登場第1位を記録した。週末ボックスオフィスでは歴代11位（公開当時）となる9861万ドル（約105億円）を記録した。ちなみに2008年12月現在の全米興行収入は、マーベル作品歴代ボックスオフィスの第4位（第1位～3位は『スパイダーマン』シリーズで、第5位は『X-MEN: ファイナル ディシジョン』）。また、本作は最先端のVFXを用いた映像が高く評価され、第81回アカデミー賞において「視覚効果賞部門」にノミネート。第35回サターン賞ではSF映画賞・主演男優賞・監督賞の3部門を受賞した。
2022年12月14日、アメリカ議会図書館は本作品をアメリカ国立フィルム登録簿に追加することを発表した。MCUの作品がアメリカ国立フィルム登録簿に収録されるのは本作品が初めてとなる。

### 日本
ソニー・ピクチャーズ エンタテインメント配給で2008年9月27日に公開。初登場第1位を記録（日本で公開されたマーベル原作映画において、第1位獲得は2007年の『スパイダーマン3』以来1年ぶり）。

## 関連作品

### 「アイアンマン」シリーズ
本作のヒットを受けて2作の製作も決定。脚本は『トロピック・サンダー/史上最低の作戦』を執筆し、同作に出演したダウニー・Jr.を唸らせたというジャスティン・セロウが担当する。ファヴロー監督や主要キャストの続投も報じられたが、メインキャラクターの1人「ジェームズ・ローズ」を演じたテレンス・ハワードは続編の製作決定直後、出演料に関してマーベル側と衝突し急遽降板。第2作『アイアンマン2』（2010年5月7日全米公開）以降は、ダウニー・Jr同様に原作の大ファンであるドン・チードルが代役として出演する。この直後、本作に「ニック・フューリー」役でカメオ出演したサミュエル・L・ジャクソンも続編への関与を否定したが、その後マーベル側と『アイアンマン2』『アイアンマン3』を含む9作に登場する契約を交わし復帰した。『アイアンマン2』のヴィラン（悪役）には、ミッキー・ロークが「イワン・ヴァンコ（＝ウィップラッシュ）」役で、そしてサム・ロックウェルが原作におけるトニーの好敵手「ジャスティン・ハマー」役で登場することが決定した。ちなみに一部マスコミではロークの降板が報じられファンが激怒するという騒動もあったが、後にロークはこれらの報道を否定するため自ら出演に関してのコメントを寄せている。また、時を同じくして登場が発表された「ナタリー・ラッシュマン（ナターシャ・ロマノフ＝ブラック・ウィドウ）」役には、スカーレット・ヨハンソンが抜擢。同役はエミリー・ブラントが交渉を受けたがスケジュールの都合で実現しなかったという経緯があり、エリザ・ドゥシュクも同役を切望していたことを打ち明けている。

### 『アベンジャーズ』
また、本作以降のマーベル・スタジオ作品は、「マーベル・ユニバース」の4大ヒーロー（アイアンマン以外に「ハルク」「ソー」「キャプテン・アメリカ」が加わった4人）が一挙に登場する『アベンジャーズ』（2012年5月4日全米公開、同年8月14日日本公開）に繋がる一大プロジェクトであることも発表されており、同作ではファヴロー製作総指揮のもとダウニー・Jrがアイアンマンを演じた。

### 『アイアンマン』（マッドハウス制作によるアニメ）
日本のアニメ制作会社・マッドハウスが制作するアニメ作品が、2010年10月1日から12月10日までアニマックスにて放送された。本国アメリカでは2011年にケーブルテレビ局のG4チャンネルで放送予定となっている。ただし舞台はアメリカから日本に変更されている。作品の監督を務める佐藤雄三によると「実写映画1作目からの流れで全体が構成されていて、今後のエピソードでいろいろつながっていく構成になっている」と話している。なお、トニーとペッパーの吹き替えは、実写映画でも両名を担当した藤原・岡が引き続き行う。

## 関連情報
- 映画版『チャーリーズ・エンジェル』シリーズの脚本家であるジョン・オーガストが、ノンクレジットながら脚本をリライトしている[41]。
  - 『アイアンマン2』の脚本を手がけることになったのは、オーガストが執筆した『チャーリーズ・エンジェル フルスロットル』に出演したジャスティン・セロウ。
- 当初はヴィランとして「マンダリン」が候補に挙がっていたが[42]、最終的にアイアンモンガーになった。
  - 劇中に登場するゲリラの「テン・リングス（10個の指輪）」という名前は、マンダリンが手に10個の指輪を付けていることに由来する。
- 原作コミックおよびマーベル・ユニヴァースに登場する事物の名前やシンボルがちりばめられている。
  - マーク2の飛行テスト中、トニーが口にするステルス機の名称「SR-71 ブラックバード」とは、X-MENが原作コミックで偵察機を製作する際、この機をスケールアップさせて「SR-73 ブラックバード」、通称「X-ジェット」を完成させている偵察機。
  - マーク3とF-22がドッグファイトを繰り広げるシーンで、ヴィラン「ウィップラッシュ」の名前が戦闘機のコールサインとして用いられている。ウィップラッシュは『アイアンマン2』でミッキー・ロークが演じるヴィランでもある。
  - トニーがマーク3としての初出動を終え、マリブ (カリフォルニア州)にある自宅のワークショップでアーマーを脱ごうとするシーンで、背景に「キャプテン・アメリカの楯」らしきものが映り込んでいる。
- J.A.R.V.I.S.の声を演じたのはポール・ベタニー。
  - ファヴロー監督は、以前に『ウィンブルドン』で俳優として共演した縁からベタニーに声をかけた。ベタニーは自分がヒーロー映画に出演するとは思ってもいなかったという[43]。
- ジョン・ファヴロー監督が、劇中でトニーの運転手「ハッピー・ホーガン」役でカメオ出演している。また、アクション・シーンの再現にあたりフルCGで製作されたマーク1の挙動は、ファヴロー監督の動きをモーション・キャプチャーで取り込んだものである[44]。
- 『アイアンマン』原作者であり本作の製作総指揮を手がけたスタン・リーがカメオ出演している。
- マーベル・スタジオ作品間で、『アベンジャーズ』に関する様々なクロスオーバーが行われている。
  - アベンジャーズを指揮することになる特殊組織「S.H.I.E.L.D.」（シールド）の名前が登場する。エンドクレジット終了後に、ニック・フューリーが登場する。
  - 『インクレディブル・ハルク』には、軍部がS.H.I.E.L.D.のデータベースにアクセスするシーンがある。スターク・インダストリーズの社名およびロゴが登場。また、同作のラストシーンではロバート・ダウニー・Jrがトニー・スターク役としてカメオ出演を果たし、ウィリアム・ハート演じる「サディアス・"サンダーボルト"・ロス将軍」にアベンジャーズの話を持ちかけている。
- アイアンマンのアーマーを手がけたのはスタン・ウィンストン・スタジオ[45]。
  - ウィンストンが原作コミックのファンだったことと、ファヴロー監督の前作『ザスーラ』でも仕事をしていた縁から、本作に関わることになった。
  - ウィンストンは本作の公開後に死去し、最後のプロジェクトとなった（未完および製作中だった作品も含めると『ターミネーター4』が事実上の遺作となる[46]）。
- 「アイアンマン」のブルーレイ&DVDのキャンペーンでくりぃむしちゅーの有田哲平が、日本のアニメソング・テイストのオリジナル応援曲「君の出番だ　アイアンマン」（作詞はアメコミ映画ライターの杉山すぴ豊）を歌った。
- ウォルト・ディズニー・カンパニーがマーベル・エンタテインメントを買収する前に制作された作品のため、日本などの一部の国ではソニー・ピクチャーズ エンタテインメント（SPE）などが配給を担当した[47][48]。この様な事情からディズニーが2019年に開始した定額制動画配信サービスのDisney+ではSPEが配給を担当している国において、本作品が配信されない事態が続いていたが、ウォルト・ディズニー・ジャパンは2022年6月17日から同サービスにて配信開始することを同月14日に発表した[48][49]。

## Blu-ray Disc/DVD/UMD
2009年3月18日、ソニー・ピクチャーズ エンタテインメントよりBlu-ray Disc/DVD/UMDの3フォーマットでリリース。